# Бланширане
Бланширането (от глагола бланширам, на френски: blanchir – букв. измиване, избелване, попарване, варене; от френски: blanc – бял) е готварски процес, при който се извършва кратка предварителна топлинна обработка (с вряща вода или пара) на плодове, зеленчуци и гъби. Целта на бланширането е да се подобри качеството на продуктите, както за готвене веднага, така и за консервиране.

## Бланширане на зеленчуци и гъби
Предварително се загрява вода в съд с минимално количество сол, киселина (оцет или лимонтузу) и подправки (чер пипер, бахар, дафинов лист) до температура на кипене. След като водата е завряла, в нея се пускат продуктите за около 0,5 до 5 минути (в зависимост от типа и количеството). Изваждат се с цедка и веднага се поставят под течаща студена вода до пълно изстиване, след което могат да се готвят или консервират.